# Cervikální klobouček

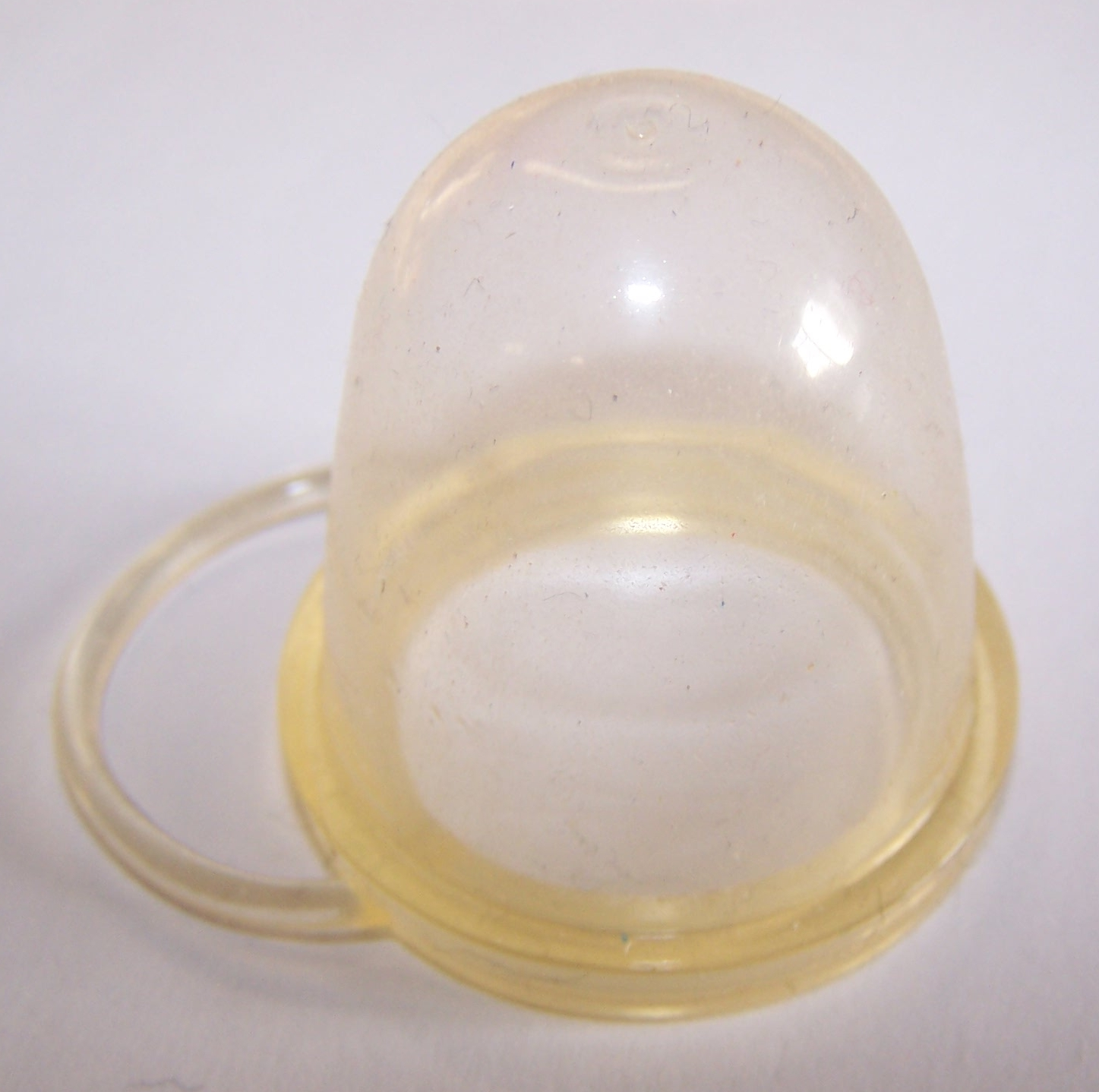
Cervikální klobouček Oves (historie)

Cervikální klobouček je druh antikoncepčního pesaru, který překrývá děložní čípek. Tím mechanicky brání průniku spermií do dělohy. Řadí se do kategorie bariérové antikoncepce.

## Terminologie
Termín cervikální klobouček (anglicky cervical cap) se používá pro označení bariérových kontracepčních pomůcek (Beacap, FemCap, Lea, Prentif, Dumas, Vimule, Oves ). Na rozdíl od poševní diafragmy překrývá pouze čípek (cervix, proto cervikální).
K roku 2016 existovaly na evropském trhu tři druhy cervikálních kloboučků: Beacap, Femcap a Lea.

## Vývoj

### Historie
Nápad blokovat průnik spermií přes děložní čípek a zabránit tak těhotenství se zrodil již před tisíci lety. Čípek se překrýval různě tvarovanými pomůckami: prostitutky v Asii používaly naolejované papírky, ženy z Velikonočního ostrova si zaváděly do pochvy mořské řasy a trávu, natrhaná tráva se používala i v Africe. Arabky a Řekyně před čípek vkládaly vlněné rouno, Slovanky kousky hadříků a Židovky mořské houby zabalené v hedvábí. Casanova podle svých pamětí umisťoval partnerkám před čípek půlky částečně odšťavených citrónů. V Německu se ženy tradičně chránily před nežádoucím otěhotněním diskem vytvarovaným z včelího vosku. V jiných koutech světa se pak používaly i pomůcky z kostí, které držely na místě pomocí lepkavých směsí obsahujících med či cedrové pryskyřice.

### 19. století

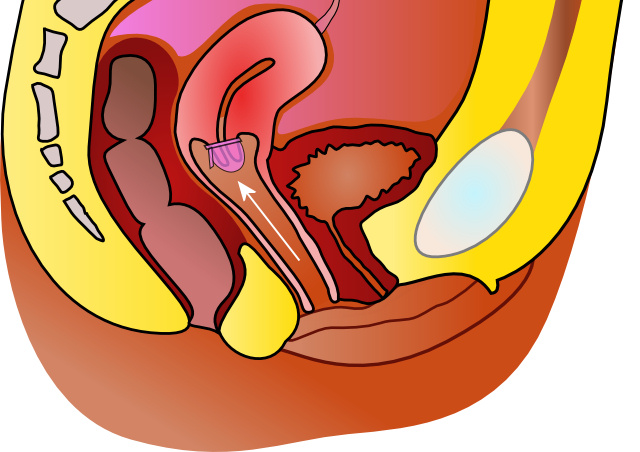
Sagitální řez pánví: Šipka uvnitř pochvy míří na cervikální klobouček překrývající děložní čípek; klobouček zabraňuje průchodu spermií děložním hrdlem dále do dělohy a tím oplodnění vajíčka

V roce 1838 vytvořil německý gynekolog Friedrich Wilde pro svou pacientku první cervikální klobouček tvarovaný podle děložního čípku. Tyto pesary měly celkem krátkou životnost, jelikož se vyráběly z netvrzeného kaučuku, který rychle degraduje. Důležitým krokem byla úprava gumového materiálu vulkanizačním procesem patentovaným americkou společností Charles Goodyear v roce 1844. V této podobě se na trhu objevily první pesary – kloboučky i první diafragmy – pod názvem "womb veil" (děložní závoj), které lékárny prodávaly pouze vdaným ženám.
Britská lékařská asociace registrovala v roce 1864 na území Spojeného království 123 různých druhů pesarů, v Americe se běžně v novinách objevovaly inzeráty na antikoncepční houbičky. V 70. letech 18. století však vešly v platnost takzvané Comstockovy zákony, které zakazovaly prodej antikoncepčních pomůcek na území Spojených států.

### 20. století
Na počátku 20. století proti Comstockovým zákonům veřejně vystupovaly zejména dvě ženy – ruská emigrantka, feministka a aktivistka Emma Goldmanová a americká aktivistka Margaret Sangerová, obě se kvůli propagaci antikoncepce dostaly do vězení. Díky přednáškám Emmy Goldmanové se stal gumový cervikální klobouček nejrozšířenější bariérovou kontracepční metodou v Británii a západní Evropě. V USA jej bylo také možné získat, oblíbenější však byla poševní diafragma.
Koncem devatenáctého a začátkem dvacátého století bylo na trh uvedeno několik tvarů cervikálního kloboučku vyráběných v Anglii. Od roku 1927 Vimule Cap, ve 30. letech klobouček Prentif. Ve 40. letech klobouček Dumas (zpočátku vyráběný z plastu). Některé typy cervikálních kloboučků měly ve středu kopule trn, který byl zaveden do děložního čípku a bránil tak změně pozice pesaru.
Použití všech bariérových metod kontracepce, zejména cervikálních kloboučků, dramaticky kleslo po 60. letech 20. století s příchodem hormonální antikoncepce a nitroděložních tělísek. Tento ústup bariérových pomůcek podpořilo roku 1976 schválení amerického zákona Úřadu pro kontrolu potravin a léčiv (FDA) pro povinné uvádění bezpečnosti a spolehlivosti antikoncepčních pomůcek. Jediný výrobce cervikálních kloboučků té doby Lamberts (Dalston) Ltd. se svými výrobky neprošel, a proto byly staženy z amerického trhu. Několik let nato bylo rozhodnutí přehodnoceno a výrobky byly opět v omezené míře dostupné. Roku 1988 FDA schválilo použití cervikálního kloboučku Prentif. V opětovném představení cervikálních kloboučků veřejnosti hrálo značnou roli feministické hnutí. Najevo vyšly nesrovnalosti při schvalování zákona FDA 

## Typy cervikálních kloboučků
Existují dva typy cervikálních kloboučků:
- svírající čípek
- nesvírající čípek

Cervikální kloboučky svírající čípek drží na své pozici přisátím, kloboučky nesvírající čípek se opírají o poševní stěny okolo čípku.
Cervikální kloboučky svírající čípek byly: Prentif (vyráběný z latexu) a Oves (silikon). Prentif se vyráběl ve čtyřech velikostech: 22, 25, 28 a 31 mm v podle průměru čípku, Oves ve velikostech: 26, 28 a 30mm. K roku 2015 není žádný z těchto výrobků dostupný na evropském ani americkém trhu.
Cervikálními kloboučky, které nesvírají čípek, byly latexový Dumas a Vimule a v současnosti silikonový Beacap, Femcap, Lea a v Číně pomůcka zvaná Shanghai Lily. Dumas se vyráběl ve velikostech: 50, 55, 60, 65 a 75 mm a Vimule ve velikostech: 42, 48 a 52 mm. Klobouček Femcap (USA) se vyrábí ve velikostech 22, 26 a 30 mm podle velikosti čípku, Lea (Lea's Shield – Německo) je v jedné univerzální velikosti. Pesar Femcap je v USA a Británii hrazen ze zdravotního pojištění.